# Квакенбрик
Квакенбрик (њем. Quakenbrück) град је у њемачкој савезној држави Доња Саксонија. Једно је од 34 општинска средишта округа Оснабрик. Према процјени из 2010. у граду је живјело 12.782 становника. Посједује регионалну шифру (AGS) 3459030.

## Географски и демографски подаци
Квакенбрик се налази у савезној држави Доња Саксонија у округу Оснабрик. Град се налази на надморској висини од 24 метра. Површина општине износи 18,0 km². У самом граду је, према процјени из 2010. године, живјело 12.782 становника. Просјечна густина становништва износи 712 становника/km².

## Међународна сарадња
| Мјесто       | Држава    | Врста сарадње | Од    |
| ------------ | --------- | ------------- | ----- |
| Алансон      | Француска | партнерство   | 1969. |
| Добре Мјасто | Пољска    | партнерство   | 2000. |
| Конвеј       | САД       | пријатељство  | 1987. |
| Извор        |           |               |       |